# Chirosia albitarsis
Chirosia albitarsis är en tvåvingeart som först beskrevs av Zetterstedt 1845.  Chirosia albitarsis ingår i släktet Chirosia och familjen blomsterflugor. Arten är reproducerande i Sverige. Inga underarter finns listade i Catalogue of Life.